# In the mountain country
In the mountain country is een compositie van Ernest John Moeran. Het was het eerste werk geschreven voor symfonieorkest van deze componist, dat werd uitgegeven. Het was waarschijnlijk het tweede werk voor orkest van Moeran; een eerste poging Prelude for orchestra strandde echter. Moeran was nog steeds in opleiding aan het Royal College of Music toen hij In the mountain country schreef. De componist omschreef het als een symfonische impressie, maar het werd soms aangeduid als zijn Nulde rapsodie (Moeran schreef nog drie rapsodieën).
Moeran leidde zelf de eerste uitvoering in het kader van de RCM Patron’s Fund Concerts op 24 november 1921. Hamilton Harty leidde vervolgens het Hallé Orchestra in de eerste publieke uitvoering op 27 november 1924. Er is voorts het vermoeden dat Dan Godfrey het in 1923 heeft gespeeld, maar er werd destijds alleen “werken voor orkest” eengekondigd.
De Mountain country zou County Kerry zijn, een plaats waar Moeran vaak zou verblijven.
Men vond de opbouw van dit werk nogal saai (hij was nog student!) in vergelijking met andere werken van. Toch is het bijna net zo vaak opgenomen als zijn populairdere werken:
- Vernon Handley met het Ulster Orchestra in 1989 voor Chandos
- JoAnn Falletta met hetzelfde orkest in 2012 voor Naxos